# Владимир Перан
Владимир Перан (Шибеник, 28. новембар 1922 — Мацуре, код Кистања, 7. јун 1942) био је учесник Народноослободилачке борбе и народни херој Југославије.

## Биографија
Рођен је 28. новембра 1922. у трговачкој породици у Шибенику. У рОдном граду ја завршио основну школу и гимназију. Током школовања се прикључио омладинском револуционарном покрету и 1939. постао члан Савеза комунистичке омладине (СКОЈ). Године 1940. уписао је Медицински факултет у Загребу, где је током студија учествовао у револуционарном студентском покрету.
После априлског рата 1941. вратио се у Шибеник и ту убрзо постао члан Комунистичке партије Југославије (КПЈ). Радио је на припремама за оружану борбу. Са групом омладинаца упао је у италијански магацин на Шубићевцу из којега су извукли веће количине оружја, муниције и друге војничке опреме. Он је први у Шибенику бацио флашу мастила на велику Мусолинијеву слику, коју су италијански окупатори истакли на видно место у Широкој улици.
Средином августа 1941, ступио је у Шибенски партизански одред, који је имао 31 борца, и истакао се у његовим првим борбама на маршу у северну Далмацију. Када је одред био опкољен, Перан се нашао у групи која се успела, након неколико тешких борби и великих губитака, пробити крајем августа у ослобођени Дрвар, где је остао са крајишким партизанима све до краја 1941. године, када је по одлуци КПЈ илегално упућен у Шибеник на лечење.
По оздрављењу, Владимир је из Шибеника отишао у састав Буковичког партизанског одреда. У Ђеврскама и Островици, почетком фебруара 1942, победио је неколико италијанских сарадника. Недалеко од Кистања, 10. марта 1942. ликвидирао је двојицу италијанских фашиста, који су у селу Тишмама пљачкали сељачку имовину и том приликом запленио две машинске пушке и два пиштоља. Почетком маја 1942, учествовао је у нападу Прве чете батаљона „Буде Борјан“ на карабињерску станицу у селу Брушкој, приликом чега је погинуо један а заробљено шест фашиста са два митраљеза и осталом опремом. Већ крајем маја 1942, био је постављен за политичког комесара Првог севернодалнатинског батаљона „Буде Борјан“.
На друму Ердевик—Жегар 26. маја са деловима Прве чете јуришао је на италијанску аутоколону. Ту је погинуо злогласни задарски префект Вецио Ораци са неколико официра и војника. Неколико дана касније, 4. јуна, на цести Кистање—Книн, с Првом и Трећом четом предводио је јуриш на италијанску аутоколону, када је уништено више непријатељских војника и официра и заплењено више оружја и муниције. Три дана касније, 7. јуна код села Мацура, поновно је био на челу Прве чете у нападу на италијанску аутоколону, када је убијено преко 250 окупаторских војника. Већ по завршетку борбе Владимир се вратио по постоље тешког митраљеза, којег је један борац при одступању оставио на ватреној линији. Истог часа смртно га је погодио митраљески рафал једног скривеног фашисте.
Указом Президијума Народне скупштине ФНР Југославије 22. децембра 1951. проглашен је за народног хероја.